# Rhynchomys banahao
Espèce
Statut de conservation UICN

 LC  : Préoccupation mineure
Rhynchomys banahao est une espèce de rongeurs de la famille des Muridae, endémique des Philippines.

## Taxonomie
L'espèce est décrite pour la première fois par Balete, Rickart, Rosell-Ambal, Jansa et Heaney en 2007.

## Distribution

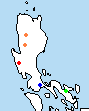
Répartition des espèces du genre Rhynchomys
sur l'île de Luçon aux Philippines. :
R. banahao
R. tapulao
R. soricoides
R. isarogensis

L'espèce est endémique du mont Banahaw (province de Quezon) sur l'île de Luçon aux Philippines, dans les forêts primaires (dominées par les espèces végétales des genres Podocarpus, Lithocarpus et Syzygium) de 1 250 à 1 465 mètres d'altitude.

## Étymologie
Son nom spécifique, banahao, fait référence au lieu de la découverte des spécimens, le Mont Banahao (Banahaw en français). Banahao est le nom donné à cette montagne en dialecte tagalog. Les auteurs suggèrent que le nom vernaculaire anglais de cette espèce soit Banahao shrew-rat.

## Écologie
L'espèce est active au crépuscule et durant la nuit. L'estomac d'un spécimen a précisé une partie du régime alimentaire : vers de terre et insectes indéterminés sous forme d'ailes et de fragments d'exosquelette.

## Menaces
L'Union internationale pour la conservation de la nature la place dans la catégorie « Données insuffisantes » par manque de données relatives au risque d'extinction en 2008.

## Publication originale
- (en) Danilo S. Balete, Eric A. Rickart, Ruth Grace B. Rosell-Ambal, Sharon Jansa et Lawrence Heaney, « Descriptions of two new species for Rhynchomys Thomas (Rodentia: Muridae: Murinae) from Luzon Island, Philippines », Journal of Mammalogy, Baltimore, Allen Press (d), OUP et ASM, vol. 88, no 2,‎ avril 2007, p. 287-301 (ISSN 0022-2372 et 1545-1542, OCLC 1800234, DOI 10.1644/06-MAMM-A-090R.1, lire en ligne).